# Michail Adolfowitsch Miller
Michail Adolfowitsch Miller (russisch Михаил Адольфович Миллер; * 3. Mai 1924 in Nischni Nowgorod; † 18. September 2004 ebenda) war ein russischer Physiker und Hochschullehrer.

## Leben
Miller begann das Studium am Gorkier Polytechnischen Institut. Während des Deutsch-Sowjetischen Krieges wurde er 1942 zur Roten Armee eingezogen. 1943 wurde er aus gesundheitlichen Gründen aus der Armee entlassen, worauf er das Studium fortsetzte. 1945 wechselte er zur gerade gegründeten Strahlenphysik-Fakultät der Universität Gorki. wo er bei M. L. Lewin und M. A. Leontowitsch die Elektrodynamik der Antennen und Hochspannungsleitungen studierte. Nach dem Studienabschluss 1949 arbeitete er zwei Jahre als Ingenieur in Funktechnik-Unternehmen in Gorki.
1950 begann Miller die Aspirantur an der Universität Gorki bei M. T. Grechowa (für die Promotion zum Kandidaten der physikalisch-mathematischen Wissenschaften) und arbeitete im Physikalisch-Technischen Forschungsinstitut (GIFTI), in dem er 1953 Laboratoriumsleiter wurde. Er untersuchte die Impedanz von Active Denial Systems und leistete Pionierarbeit bei der Theorie der Oberflächenwellen in Verzögerungsstrukturen.
In dem 1956 von Grechowa gegründeten Gorkier Strahlenphysik-Institut (NIRFI) leitete Miller die Elektrodynamik-Abteilung. Mit seiner Untersuchung der Bewegung geladener Teilchen in hochfrequenten elektromagnetischen Feldern wurde er 1960 zum Doktor der physikalisch-mathematischen Wissenschaften promoviert. Seine Gruppe lieferte bedeutende Beiträge zur Strahlenphysik und Plasmaphysik. Zusammen mit A. W. Gaponow-Grechow erarbeitete er das Konzept der ponderomotorischen Kräfte. Millers Gruppe entwickelte die Theorie der selbstfokussierenden Strahlung in Medien mit Nichtlinearitäten, insbesondere in Plasmen.
1977 wechselte Miller zum neuen Institut für Angewandte Physik (IPF) der Akademie der Wissenschaften der UdSSR (AN-SSSR) und leitete die Plasmaphysik-Abteilung, wo er seine Untersuchungen der Elektrodynamik der Plasmen fortführte.
Neben seiner Forschungstätigkeit lehrte Miller  an der Strahlenphysik-Fakultät der Universität Gorki (bis 1995). 1957–1960 leitete er den Lehrstuhl für Elektrodynamik. 1962 wurde er zum Professor ernannt. Zu seinen Schülern gehörten W. I. Talanow und A. G. Litwak.

## Ehrungen
- Verdienter Wissenschaftler der RSFSR (1984)
- Staatspreis der UdSSR (1987)
- Verdienter Soros-Professor der Open Society Foundations
- Ehrenprofessor der Lobatschewski-Universität Nischni Nowgorod[4]
- Preis der Stadt Nischni Nowgorod für Bildung (1994)